# Wielgie (województwo mazowieckie)

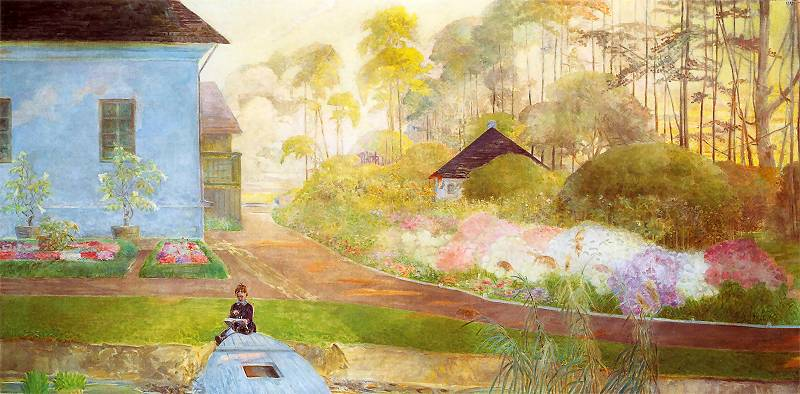
Jacek Malczewski - Nad stawem w Wielgiem z cyklu Moje życie (1919 r.)

Wielgie – wieś sołecka w Polsce położona w województwie mazowieckim, w powiecie lipskim, w gminie Ciepielów.
Miejscowość jest siedzibą rzymskokatolickiej parafii Bożego Ciała.
Prywatna wieś szlachecka, położona była w drugiej połowie XVI wieku w powiecie radomskim województwa sandomierskiego. W latach 1975–1998 miejscowość należała administracyjnie do województwa radomskiego.

## Części wsi
| SIMC    | Nazwa                | Rodzaj    |
| ------- | -------------------- | --------- |
| 0617918 | Kolonia              | część wsi |
| 0617924 | Lasek                | część wsi |
| 0617930 | Obórki               | część wsi |
| 0617947 | Pod Lasem            | część wsi |
| 0617953 | Poduchowne           | część wsi |
| 0617960 | Stara Wieś           | część wsi |
| 0617976 | Wielgie Średnie-Wieś | część wsi |

## Historia
Nazwa miejscowości jest gwarowym przekształceniem nazwy Wielkie. Pierwsze wzmianki o miejscowości pochodzą z 1234 r. W XIII w. przez wioskę prowadził szlak handlowy prowadzący z Solca nad Wisłą do Radomia. W 1414 r. Janusz, właściciel Wielgiego i Łazisk, ufundował kościół parafialny, który w XVII w. uległ zniszczeniu. W 1508 r. Wielgie należało do Anny Weszmuntowskiej, następnie do Jana Krępskiego. W 1556 r. Wielgie przejęła od niego w ramach rekompensaty za niespłacony dług matka Jana Kochanowskiego, Anna. W XVII w. w miejscu zniszczonego kościoła ufundowano nową świątynię z drewna modrzewiowego. W 1871 r. kościół przebudowano (między innymi podmurowano i podniesiono budynek, dostawiono murowaną zakrystię, zewnętrzne ściany zostały obite nowymi deskami, wewnątrz pozłocono ołtarze, a ściany pomalowano). W 1978 r. kościół ponownie wyremontowano, jednak w 1993 r. budynek został rozebrany. Do czasów współczesnych zachowały się ołtarze pochodzące z XVIII w. oraz trzy dzwony wyprodukowane w Gdańsku w XVII i XVIII w.. 
Najprawdopodobniej z XVI w. pochodzi drugi murowany kościół z czerwonej cegły pod wezwaniem św. Wojciecha, który nadal znajduje się w Wielgiem w odległości 400 m na północ od kościoła parafialnego. Przypuszcza się, że jego fundatorem był Jan Zawisza lub Mikołaj Oleśnicki. W końcu XVIII w. miejscowi księża przestali odprawiać w nim nabożeństwa, ze względu na zły stan budowli. Wokół kościoła pw. św. Wojciecha grzebano zmarłych. Lokalizacja nekropolii utrzymała się do czasów współczesnych, a kościół pełni funkcję kościoła cmentarnego.
Wielgie posiadało dwóch właścicieli i było podzielone na dwie części. W 1662 r. dwór oraz większa część wsi (110 poddanych) należały do Mikołaja Głogowskiego, który w 1666 r. został kasztelanem radomskim. Drugi dwór wraz z mniejszą częścią wsi (18 poddanych) należały do Mikołaja Stogowskiego. W 1789 r. Wielgie należało do Giebułtowskich.
Około 1791 r. wieś przejął ród Karczewskich i dziedziczył do 1944 r. (ponad 150 lat). W 1827 r. wieś liczyła 45 gospodarstw i 331 mieszkańców. Majątek ziemski Wielgie w dotychczasowej formie (obejmujący folwark Wielgie oraz wsie Wielgie, Marianki, Nowydwór i Mucha) przetrwał do drugiej połowy XIX w..  W 1888 r. do Karczewskich należał już sam folwark w Wielgiem.   
Karczewscy poświęcali się działalności społecznikowskiej, prowadzili szkołę dla chłopskich dzieci. W latach 1867–1871 przebywał w Wielgiem Jacek Malczewski. Pamiątką po pobycie Malczewskiego w Wielgiem są m.in. obrazy: Zadumana - Portret siostry Heleny Karczewskiej, Przed domem w Wielgiem, Zmywanie naczyń, Portret Wacława i Heleny Karczewskich, Portret Adolfa Dygasińskiego i Jacek nad stawem w Wielgiem. Malczewski pisał o Wielgiem: Nad tym stawem, na tym ganku, moście i w tym dworze, co wapienna ściana odrzyna się na tle drzew zielonych, spędziłem życie moje od lat trzynastu do siedemnastu. Nic dziwnego, że każda ścieżka, każdy kamyk, każdy kącik jest mi znany i drogi. Różowe szkła dzieciństwa pozostały dla tego miejsca aż po dziś dzień w moich oczach i przez nie tylko patrzę. W wiosce znajduje się obecnie pomnik Jacka Malczewskiego, tablica informująca o życiu malarza oraz plenerowa galeria reprodukcji jego obrazów.

W latach 1869–1871 nauczycielem Malczewskiego i dzieci dziedzica był Adolf Dygasiński. Wówczas dwór należał do Feliksa Karczewskiego, wuja Jacka Malczewskiego, a następnie do jego najstarszego syna, Kazimierza. Drugi z synów, Wacław (pseudonim literacki Marian Jasieńczyk), był autorem autobiograficznej powieści W Wielgiem, uznawanej za pierwowzór powieści Władysława Reymonta Chłopi.

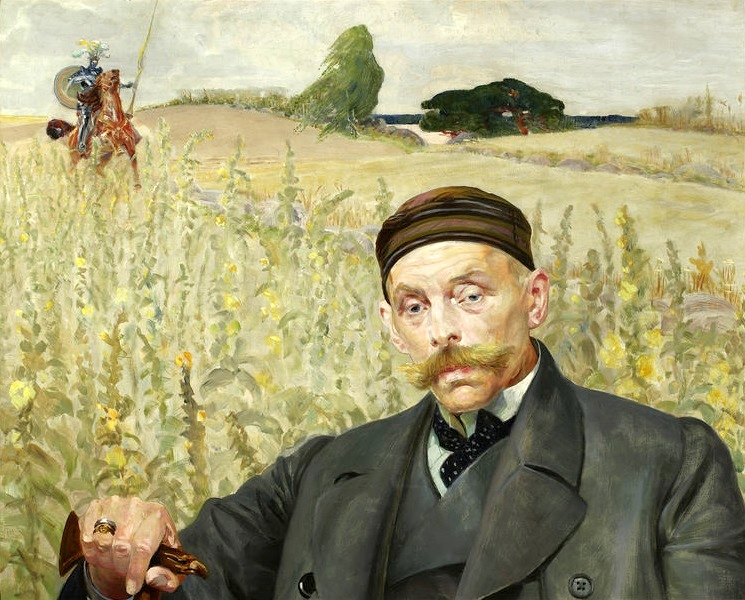
Jacek Malczewski, Portret Wacława Karczewskiego

 

Dwór Karczewskich rozebrano po wprowadzeniu reformy rolnej w 1944 r. i eksmitowaniu ówczesnych właścicieli. Budynek nie zachował się, miał pobielane ściany i miał kształt litery L. Zachowały się jedynie pozostałości budynków gospodarczych: ptaszarnia, obora, kurnik, suszarnia chmielu i piwnica. Wokół dworu położone były stawy rybne oraz park, do którego prowadziła aleja obsadzona kasztanami. W parku otaczającym niegdyś dwór rośnie 600-letni dąb. Drzewo ma 630 cm w obwodzie i 27 m wysokości i jest wpisane do rejestru pomników przyrody. 

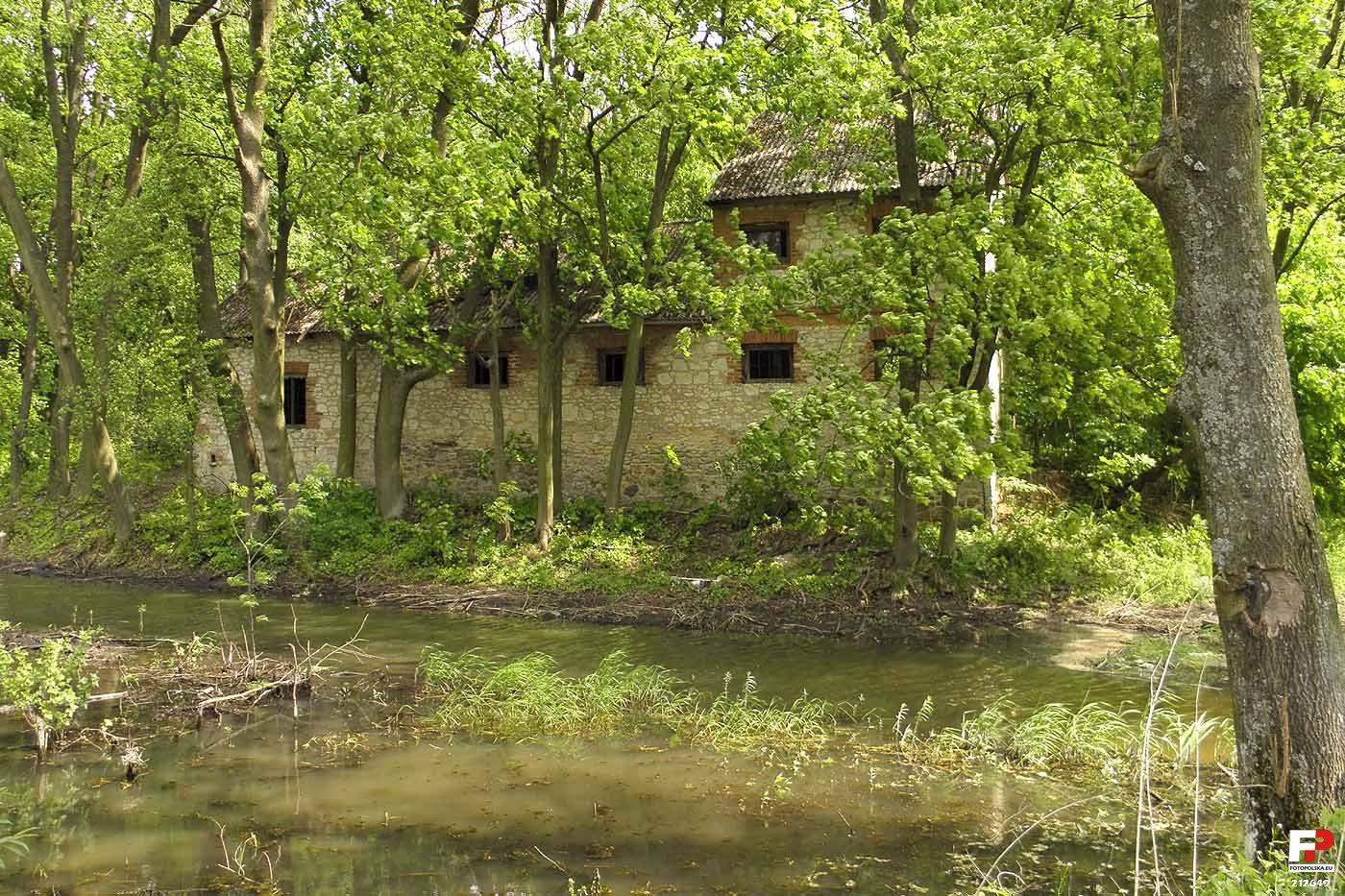
Pozostałości po dworze w Wielgiem

Po I wojnie światowej w Wielgiem działał sklep oraz sąd. W 1925 r. założono spółdzielnię mleczarską i Kasę Stefczyka, wybudowano remizę strażacką należącą do Ochotniczej Straży Pożarnej. We wsi działało Wiejskie Koło Teatralne. Stawy należące dawniej do Karczewskich przekształcono w Państwowe Gospodarstwo Rybne. Wybudowano świetlicę oraz siedzibę Gminnej Spółdzielni Samopomoc Chłopska. Od 1926 r. działało Kółko Rolnicze. Mieszkańcy należeli do Związku Młodzieży Wiejskiej "Wici".
W czasie II wojny światowej we wsi znajdowały się kryjówki partyzantów Batalionów Chłopskich (na początku wojny u okolicznych mieszkańców ukrywało się ok. 60 partyzantów), wiosną 1941. powstała placówka BCh. W kościołach w Wielgiem organizowano skrytki na broń.
W 1991 r. Muzeum Wsi Radomskiej zakupiło drewnianą dzwonnicę pochodzącą z około 1870 r. W 1993 r. rozebrano zabytkową, drewnianą świątynię (zabytek klasy III), a na placu obok zbudowano nowy kościół murowany. Na terenie otaczającym kościół znajdują się obiekty małej architektury (krzyże, figury), a całość podlega ochronie konserwatora zabytków.
W 2014 roku parafia Wielgie obchodziła jubileusz 600- lecia.
Obecnym proboszczem murowanego kościoła pod wezwaniem Bożego Ciała jest ks. Leszek Mach.

## Galeria

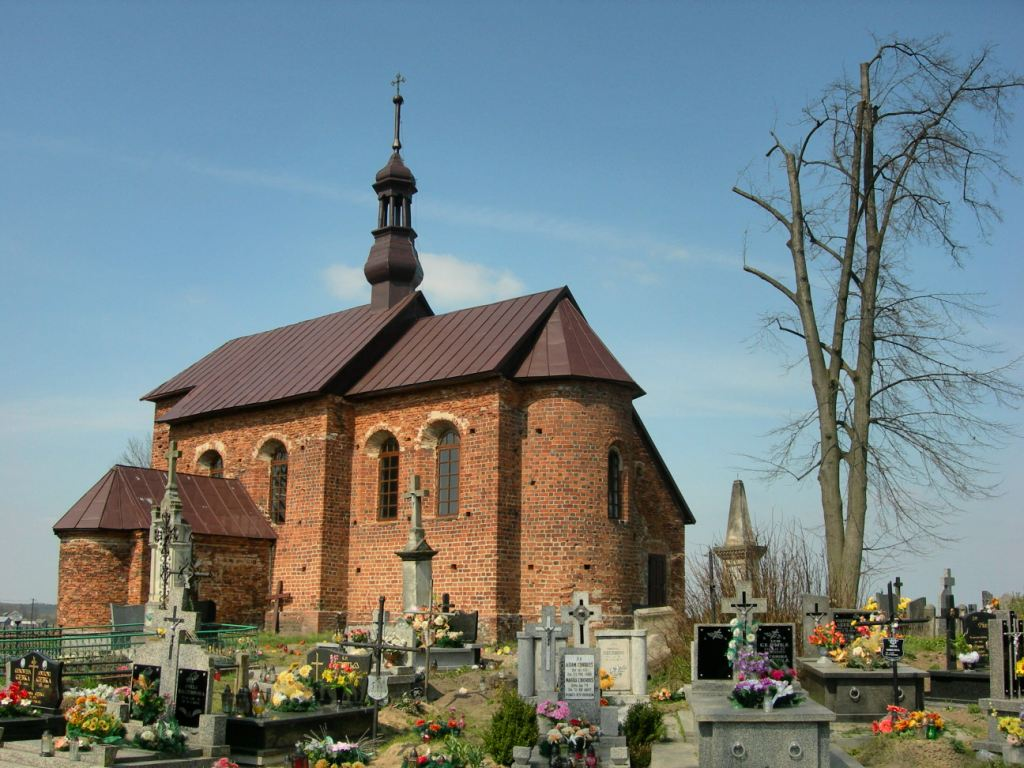
XVI - wieczna kaplica cmentarna
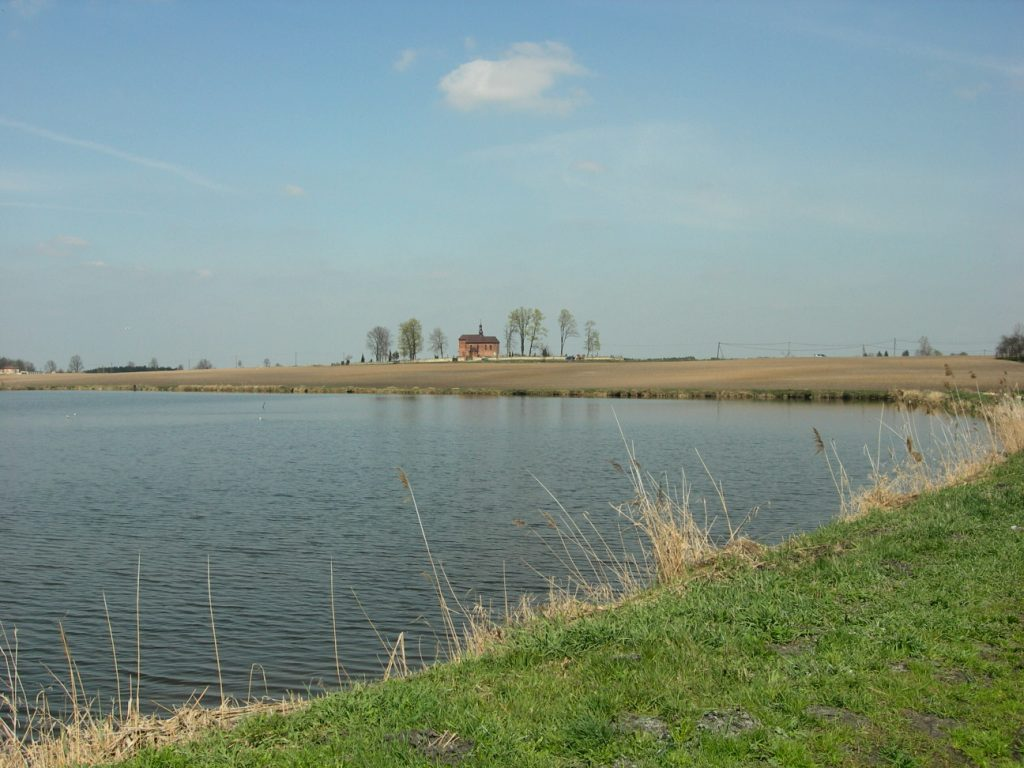
Kaplica cmentarna na tle stawu
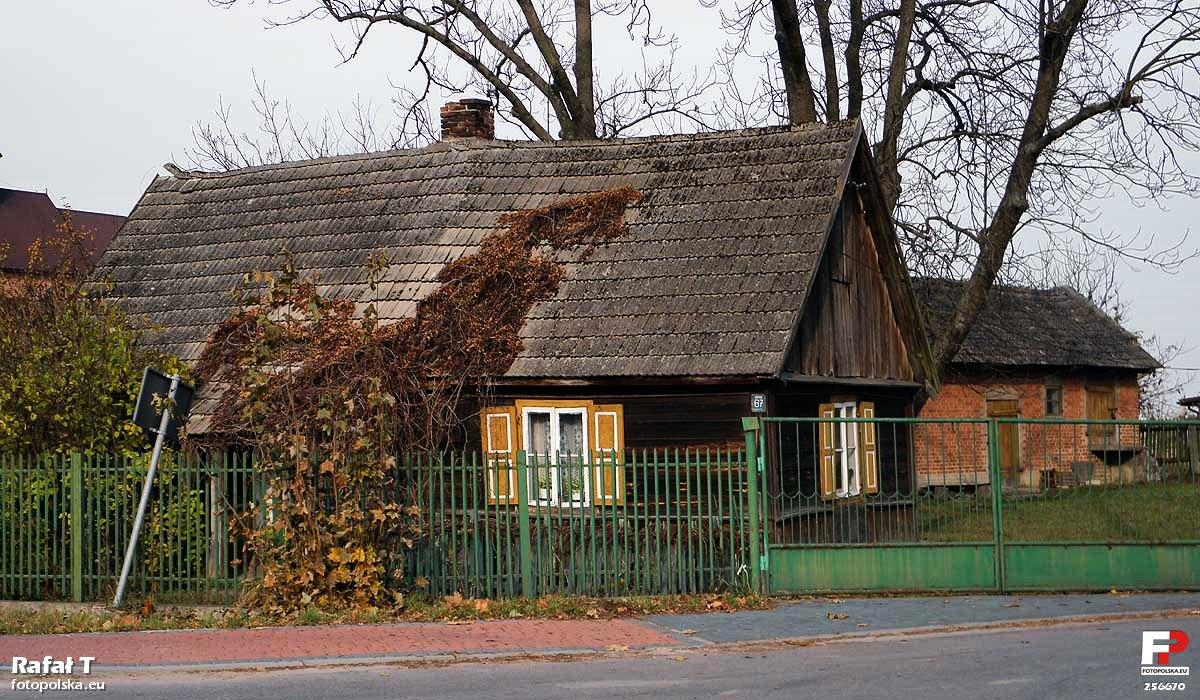
Drewniana zabudowa

Pozostałości po dworze w Wielgiem
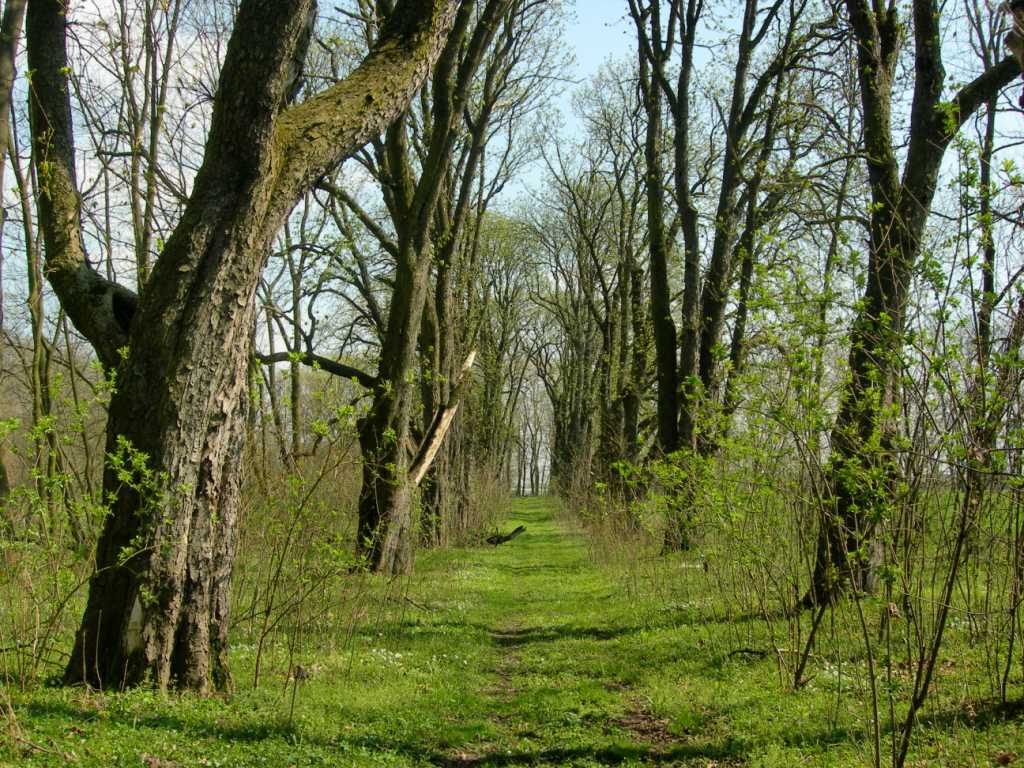
Aleja kasztanowa
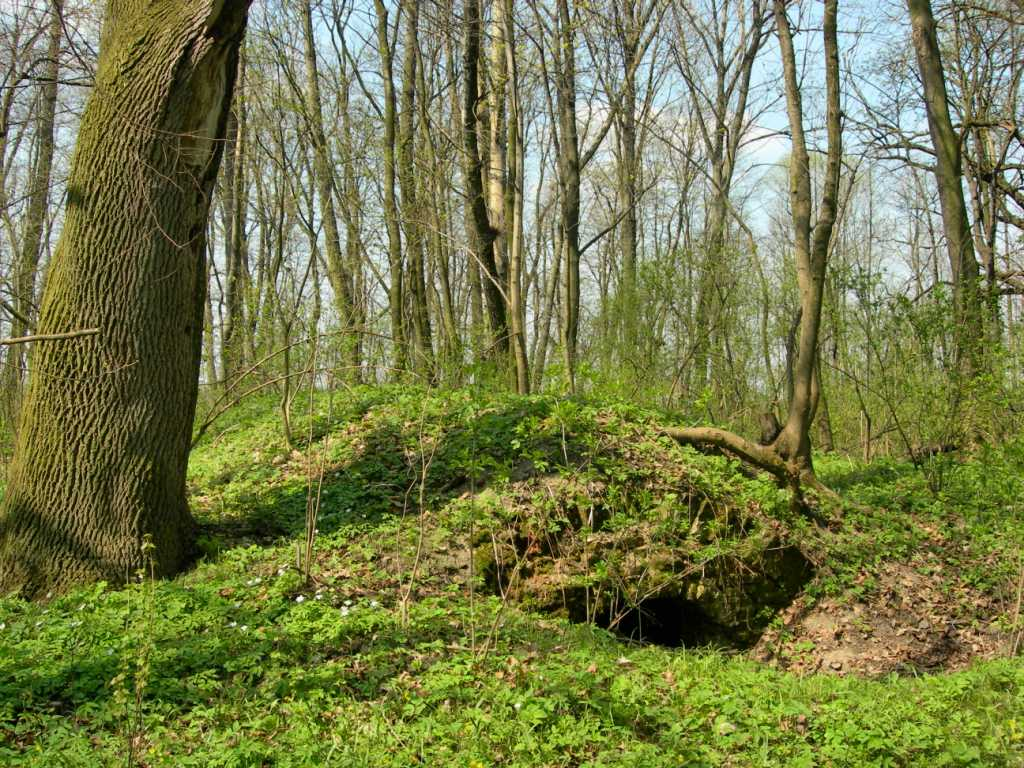
Piwnice
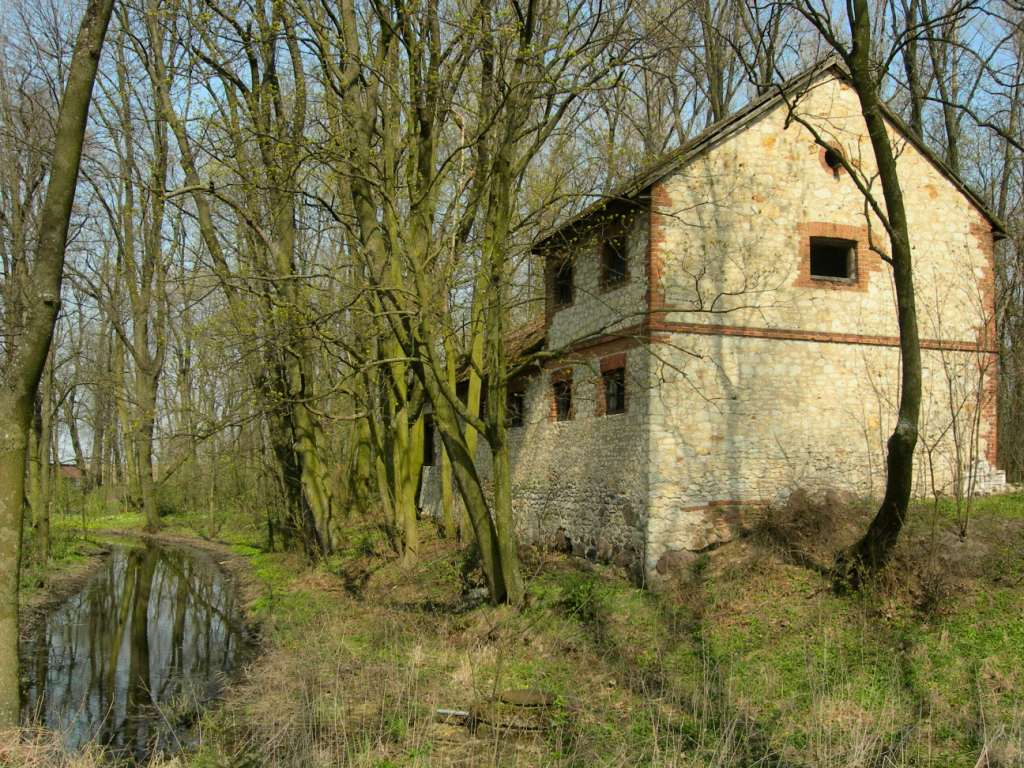
Ptaszarnia
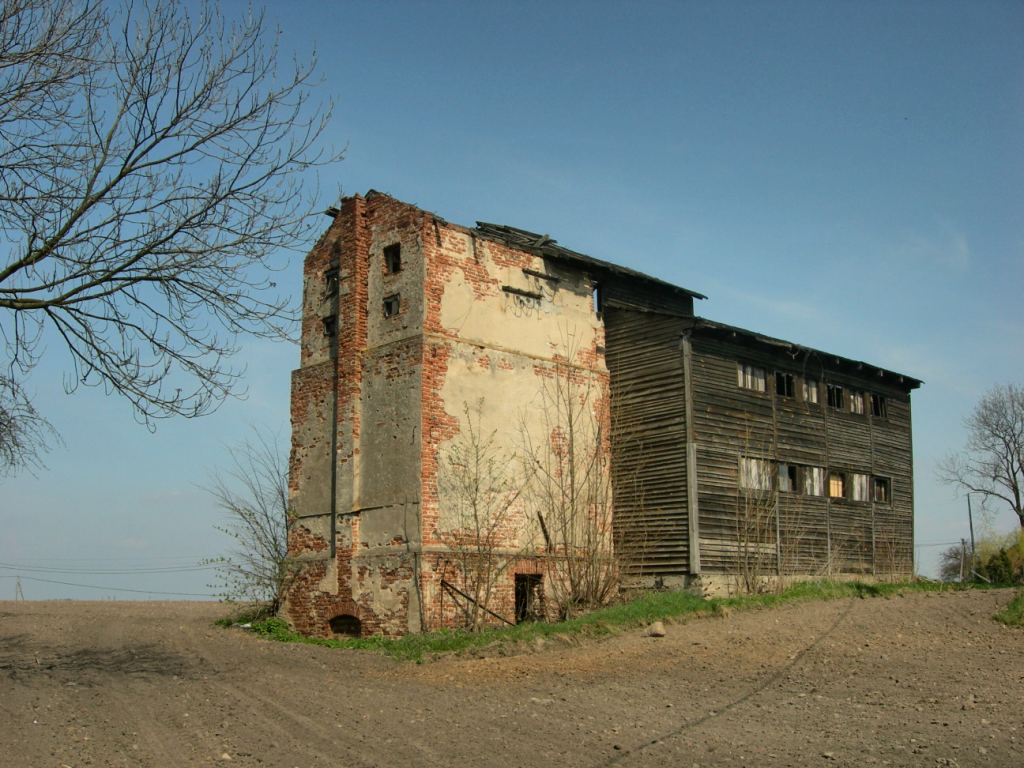
Suszarnia chmielu
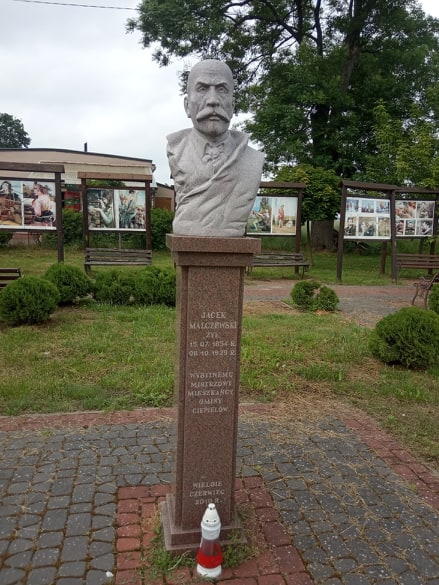
Pomnik Jacka Malczewskiego
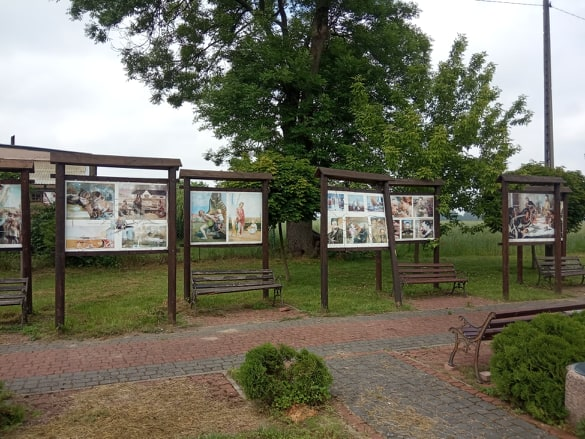
Plenerowa galeria obrazów Malczewskiego